# Svolta a destra con semaforo rosso
In un paese in cui si guidi sul lato destro della strada, per svolta a destra con semaforo rosso si intende la possibilità di effettuare una svolta a destra ad un semaforo che proietti luce rossa senza aspettare l'accensione della luce verde, dopo aver arrestato completamente il veicolo e dando comunque la precedenza ai flussi di traffico che si vanno ad intersecare. La corrispondente manovra nei paesi in cui si guidi sul lato sinistro della strada è la svolta a sinistra con semaforo rosso; nel resto della voce salvo diversa indicazione, per questioni di semplicità di trattazione, si farà riferimento al caso di guida sul lato destro della strada ma le considerazioni espresse sono applicabili anche al caso di guida sul lato sinistro, mutatis mutandis.
Il ragionamento dietro a questa peculiare manovra si basa sul fatto che un veicolo che debba svoltare a destra in corrispondenza di un'intersezione semaforizzata tra due strade entri in conflitto con un solo flusso veicolare, ossia quello in marcia da sinistra verso destra sulla strada su cui è proiettata la luce verde. In tale configurazione un guidatore che intende svoltare a destra deve dare la precedenza ad una sola corrente veicolare, operazione che può essere effettuata senza impegnare l'area di intersezione (a differenza di quanto accadrebbe andando dritto o svoltando a sinistra) e quindi senza andare ad interferire significativamente sulle correnti di traffico veicolare verso le quali è proiettata la luce verde.
Il vantaggio di tale manovra risiede nel fatto che permette di ridurre i tempi di attesa al semaforo (diminuendo pertanto anche il tempo in cui i motori dei veicoli rimarrebbero inutilmente accessi). D'altro canto tale manovra ha anche alcuni svantaggi, generalmente correlati ad una minore sicurezza del traffico. In particolare il fatto di poter svoltare a destra introduce comunque un punto di conflitto tra i veicoli in svolta e quelli proveniente dalla strada trasversale, che sarebbe assente se tale manovra non fosse permessa. Inoltre si segnalano i possibili impatti negativi sulla sicurezza per i pedoni, in quanto i veicoli in svolta entrerebbero in conflitto con i pedoni in attraversamento parallelamente alla strada trasversale e potrebbero non essere notati dal conducente del veicolo, specialmente quelli in attraversamento da destra verso sinistra, in considerazione del fatto considerando che lo sguardo dei guidatori sarebbe rivolto a sinistra verso i veicoli in arrivo della strada trasversale.
Vi è da considerare che la possibilità di svolta a destra (e i benefici ad essi correlati) dipende strettamente dalla possibilità da parte dei veicoli che intendono svoltare a destra, di raggiungere la soglia dell'intersezione senza rimanere accodati ai veicoli diretti in altre direzioni (possibilità che richiederebbe in generale la presenza di una corsia dedicata) mentre la sicurezza della manovra dipende fortemente dalla visibilità della strada trasversale. Per tali ragioni si tratta di una manovra che è generalmente concessa nel  continente americano (dove le strade con più di una corsia per ogni senso di marcia sono comuni e dove la visibilità disponibile alle intersezioni è generalmente ampia) mentre è generalmente vietata nei paesi europei, dove generalmente viene autorizzata solo in casi specifici, mediante la creazione di una piccola corsia di svolta dedicata o l'apposizione di specifica segnaletica verticale o semaforica.